# Daniel Tarbox Jewett
Daniel Tarbox Jewett (ur. 14 września 1807 w Pittston w Kennebec County w stanie Maine, zm. 7 października 1906 w St. Louis w stanie Missouri) – amerykański prawnik, polityk, członek Partii Republikańskiej, senator.
Prawo studiował w Columbia College w Nowym Jorku i na Harvardzie. Przez pewien czas prowadził praktykę adwokacką w Bangor (Maine), później udzielał się w biznesie oraz uczestniczył w poszukiwaniach złota w Kalifornii. W połowie lat 50. XIX wieku powrócił do zawodu prawnika, początkowo w Bangor, a od 1857 w St. Louis. W 1866 zasiadł w stanowej Izbie Reprezentantów z ramienia Partii Republikańskiej.
W grudniu 1870 został mianowany senatorem z Missouri w miejsce Charlesa Drake'a, który przeszedł do pracy w sądownictwie. Sprawował mandat jedynie miesiąc (19 grudnia 1870 — 20 stycznia 1871), nie ubiegał się o potwierdzenie miejsca w Senacie w wyborach uzupełniających. Po opuszczeniu Senatu powrócił do praktyki prawniczej.